# Perseus Books Group
Pour les articles homonymes, voir Perseus.
Perseus Books Group est une maison d'édition américaine basée à New York. L'entreprise a été fondée en 1996 par Frank Pearl.

## Filiales
Le Perseus Books Group possède 12 filiales :
- Avalon Travel
- Basic Books
- Basic Civitas
- Beast Books
- DaCapo
- Nation Books (en)
- Running Press (en)
- PublicAffairs (en)
- Seal Press
- Weinstein Books (en)
- Westview (en)
- Vanguard Press

### Acquisitions par Hachette
En juin 2014, Hachette annonce l'acquisition de l'activité édition de Perseus Books, pour un montant inconnu, puis abandonne l'acquisition en août 2014, dans un contexte de grande tension avec Amazon.
En mars 2016, une seconde tentative d'acquisition de l'entreprise réussit.